# Lissochelifer tonkinensis
Lissochelifer tonkinensis es una especie de arácnido del orden Pseudoscorpionida de la familia Cheliferidae.

## Distribución geográfica
Se encuentra en Vietnam.